# Magnus Johansson (socialdemokrat)
Jan Magnus Johansson, född 9 juni 1967 i Karlskrona, Blekinge, är en svensk socialdemokratisk politiker. Han är till yrket målare.
Johansson var ordinarie riksdagsledamot 17 september 1996–5 oktober 1998 och var dessförinnan tjänstgörande ersättare 10 januari–9 oktober 1995. Han var 1996–1998 suppleant i utrikesutskottet.
Johansson är sedan 2023 ordförande i Hälso- och sjukvårdsnämnden i Region Blekinge.